# Josephine Waschul
Josephine Waschul (* 15. Mai 1986 in Potsdam, geborene Josephine Techert) ist eine ehemalige deutsche Handballspielerin, die zuletzt beim Bundesligisten Buxtehuder SV spielte.

## Karriere
Waschul begann das Handballspielen beim 1. VfL Potsdam. Ihre nächste Spielerstation war der Frankfurter HC, mit deren A-Jugendmannschaft sie 2004 und 2005 die deutsche Meisterschaft gewann. Im Januar 2007 verpflichtete sie der Zweitligist SVG Celle. Im Jahr 2009 gelang ihr mit Celle der Aufstieg in die Bundesliga. Nachdem Celle in der folgenden Saison wieder aus der Bundesliga abgestiegen war, schloss Waschul sich dem Buxtehuder SV an. Mit dem BSV stand die Rückraumspielerin im Finale um die Deutsche Meisterschaft und des DHB-Pokals, jedoch scheiterte sie in beiden Endspielen am Thüringer HC. Im Laufe ihrer Karriere riss ihr insgesamt drei Mal das Kreuzband. Nach der Saison 2014/15 beendete sie ihre sportliche Laufbahn.

## Sonstiges
Josephine Waschul ist mit dem Handballspieler Martin Waschul verheiratet. Das Paar hat einen gemeinsamen Sohn.